# Alex Bastide
Pour les articles homonymes, voir Bastide.
 (octobre 2021).
La mise en forme du texte ne suit pas les recommandations de Wikipédia : il faut le « wikifier ».
Les points d'amélioration suivants sont les cas les plus fréquents. Le détail des points à revoir est peut-être précisé sur la page de discussion.
- Les titres sont pré-formatés par le logiciel. Ils ne sont ni en capitales, ni en gras.
- Le texte ne doit pas être écrit en capitales (les noms de famille non plus), ni en gras, ni en italique, ni en « petit »…
- Le gras n'est utilisé que pour surligner le titre de l'article dans l'introduction, une seule fois.
- L'italique est rarement utilisé : mots en langue étrangère, titres d'œuvres, noms de bateaux, etc.
- Les citations ne sont pas en italique mais en corps de texte normal. Elles sont entourées par des guillemets français : « et ».
- Les listes à puces sont à éviter, des paragraphes rédigés étant largement préférés. Les tableaux sont à réserver à la présentation de données structurées (résultats, etc.).
- Les appels de note de bas de page (petits chiffres en exposant, introduits par l'outil «  Source ») sont à placer entre la fin de phrase et le point final[comme ça].
- Les liens internes (vers d'autres articles de Wikipédia) sont à choisir avec parcimonie. Créez des liens vers des articles approfondissant le sujet. Les termes génériques sans rapport avec le sujet sont à éviter, ainsi que les répétitions de liens vers un même terme.
- Les liens externes sont à placer uniquement dans une section « Liens externes », à la fin de l'article. Ces liens sont à choisir avec parcimonie suivant les règles définies. Si un lien sert de source à l'article, son insertion dans le texte est à faire par les notes de bas de page.
- La présentation des références doit suivre les conventions bibliographiques. Il est recommandé d'utiliser les modèles {{Ouvrage}}, {{Chapitre}}, {{Article}}, {{Lien web}} et/ou {{Bibliographie}}. Le mode d'édition visuel peut mettre en forme automatiquement les références.
- Insérer une infobox (cadre d'informations à droite) n'est pas obligatoire pour parachever la mise en page.

Pour une aide détaillée, merci de consulter Aide:Wikification.
Si vous pensez que ces points ont été résolus, vous pouvez retirer ce bandeau et améliorer la mise en forme d'un autre article.
 (octobre 2021).
Alex Bastide, né en 1976, est un entrepreneur québécois ayant créé la chaîne de restaurants L’Gros Luxe.

## Biographie
Alex Bastide a été à la tête de deux entreprises, Underworld et L'Gros Luxe.

### Underworld
Alex Bastide a grandi à Laval. Il a entamé sa carrière d’entrepreneur à 19 ans. En 1995, il a fondé Underworld, un magasin de musique et de planche à roulettes, greffée d'une salle de spectacles en arrière-boutique. D’abord situé dans le quartier Ahuntsic à Montréal, d’autres boutiques ont été ouvertes, dont une à Vancouver, en Colombie-britannique. Plus tard, Underworld a pris de l'expansion pour devenir la salle de concert Cabaret Underworld au centre-ville de Montréal. Underworld est fermé aujourd’hui. 
Dès la fondation de Underworld, Bastide s’est impliqué pour tisser des liens dans la communauté locale. Pour être bien implanté dans un quartier, il développe des événements en partenariat avec des acteurs locaux. « Je suis un entrepreneur. J’adore faire de la business rentable. Mais je veux aussi inspirer le changement social. Une entreprise peut aussi servir à ça. »

### L'Gros Luxe
En 2015, Alex Bastide a ouvert les restaurants L’Gros Luxe à Montréal avec deux partenaires. Végétarien depuis 20 ans, il n’était pas satisfait des restaurants de la ville.  Au fil des ans, il a développé ce concept de casse-croûte haut de gamme, mais abordable et qui privilégie les fournisseurs locaux, dans d’autres villes du Québec. La gamme de prix des plats proposés tourne autour de 10$ alors que le menu est composé à 60% de repas végétariens. En 2016, il comptait 5 restaurants et 220 employés. En 2017, à la suite de plaintes de citoyens concernant le bruit, une succursale du restaurant située sur une rue résidentielle a dû fermer ses portes. 
Depuis 2018, l’entreprise a subi des transformations. Bastide est devenu franchiseur. Il a annoncé un partenariat avec le Group Büff. Il détient cette nouvelle entreprise à 60%, alors que Büff s’occupe des franchises. Avec Melodie Guibeau, il a présenté le concept du restaurant à l'émission Dragon's Den et plus tard, au pendant francophone Dans l'Oeil du Dragon.
Pendant la pandémie de Covid-19 en 2020, le secteur de la restauration a été particulièrement touché. D'autres restaurateurs et lui-même ont parlé aux médias pour expliquer leurs difficultés, comme devoir mettre à pied des employés, et leurs inquiétudes sur la réouverture.  En 2020, Bastide a vendu sa chaîne à Foodtastic tout en demeurant actionnaire et opérateur de la chaîne. 